# Санітарний кордон
 Санітарний кордон (фр. cordon sanitaire), або ж Лімітрофний бар'єр[джерело?] — у геополітиці вживається як термін, що означає систему держав, об'єднаних для створення бар'єру між державами, взаємодія яких є загрозою для інших.
Був запропонований міністром закордонних справ Французької республіки Стефаном Пішоном 1917 року по відношенню до більшовицької Росії.

## Санітарний кордон проти Росії
Восени 1916 року міністерство закордонних справ Великої Британії подало уряду меморандум щодо основ вирішення територіальних проблем у Європі по закінченні війни. Меморандумом пропонувалося створення Польщі та кількох держав на території Австро-Угорщини, що виявилися би ефективним бар'єром супроти російської переваги у Європі .
Санітарний кордон, що створювався після Першої світової війни на західному кордоні Радянської Росії (пізніше — СРСР), мав на меті не допустити військово-економічного союзу Німеччини, що зазнала поразки у Першій світовій війні, і розбитої у війні та ураженої громадянською війною більшовицької Росії . Французька стратегія у часи Паризької мирної конференції полягала у створенні блоку країн, що замінив би у боротьбі із Німеччиною попереднього союзника — Російську імперію. Відновлені Польща, Чехословаччина, підсилені Румунія та Югославія, повинні були створити ланцюг союзників Франції по той бік Німеччини, а, разом із тим, також бар'єр між Німеччиною та Росією 
На Паризькій мирній конференції Жорж Клемансо зазначав: «Коли було підняте питання про утворення польської держави, малося на увазі не лише загладити один із найбільших злочинів історії, але й створити бар'єр поміж Німеччиною і Росією…» 
Іншою метою країн Антанти було запобігти поширенню ідей більшовизму та експорту революції, запланованого і пропагованого більшовиками, який вони почали здійснювати у Німеччині, Австро-Угорщині, Прибалтиці, Україні: радянські республіки у Баварії, Бремені, Будапешті, Харкові, Донецьку, Естляндії (Естляндська трудова комуна), Латвії (Латвійська Соціалістична Радянська Республіка), Литві, Білорусі, Фінляндії, Словаччині. Посол Великої Британії у Парижі лорд Френсіс Берті (англ. Francis Bertie, 1st Viscount Bertie of Thame) у грудні 1918 року зазначав, що «Більшовизм це заразлива хвороба, яка, як можна думати, пошириться на Німеччину і Австрію. Але Антанті доведеться встановити карантин старого зразка, щоб уберегтися від зарази» . А з іншого боку він вказував, що «Немає більше Росії! Вона розпалася, зник ідол в особі імператора та релігії, який пов'язував різні нації православної віри. Якщо тільки нам вдасться добитися незалежності буферних держав, що межують із Німеччиною на сході, тобто Фінляндії, Польщі, Естонії, України і т. ін., і скільки б їх не вдалося сфабрикувати, то, на мою думку, решта може забиратися до біса і варитися у власному соку»

Прем'єр-міністр Французької республіки Жорж Клемансо вважав необхідним створення санітарного кордону шляхом постачання грошей та зброї Польській республіці, країнам Прибалтики, Королівству Румунія та Чехословацькій республіці.
Більшовицька революція у Росії поставила перед союзниками складні проблеми стосунків із радянським урядом та невизначенності кордонів держав, що формувалися у межах колишньої Російської імперії.
Оскільки Антанта ставилася з недовірою до радянського уряду, вона підтримувала різні контрреволюційні рухи й утримувала у Сибіру чехословацький корпус, сформований з полонених австро-угорської армії. 11 березня 1918 року британці висадилися у Мурманську, а у серпні японці й американці — у Владивостоці. Дехто, відповідно до ідеї Фердинанда Фоша та Жоржа Клемансо, плекав надію створити проти Німеччини зародок східного фронту.
11 листопада 1918 року більшовики розірвали Брест-Литовський договір із Німецькою імперією. Союзники й Сполучені Штати Америки вагалися між трьома рішеннями: вступити в переговори з більшовиками; розпочати збройну боротьбу й надати підтримку білим; запровадити блокаду і встановити — за висловом Стефена Пішона — «санітарний кордон».
Після періоду збройної боротьби та підтримки супротивників більшовицького уряду, була досягнута домовленість між воюючими сторонами про проведення на Принцевих островах зустрічі представників різних урядів, що на той час поділили між собою Росію. Але 16 лютого 1919 року антибільшовицькі російські уряди відмовилися від участі в ній сподіваючись перемогти більшовиків силою.
Президент США Вудро Вільсон, після погодження із прем'єр-міністром Великої Британії Девідом Ллойд Джордж, відрядив до Москви Вільяма Булліта — експерта американської делегації на мирних переговорах у Парижі. Під час зустрічей із головою Раднаркому Радянської Росії Володимиром Ульяновим Леніним та наркомом закордонних справ Чичеріним були узгоджені умови миру, за якими: усі уряди у межах Російської імперії зберігали підвладні їм території; відновлювалась торгівля із більшовицькою Росією; оголошувалася загальна амністія; союзницькі війська виводилися із Росії.
Але на час повернення Булліта до Парижу становище змінилося: були розгромлені спроби комуністів здійснити революції у кількох країнах; на конгресі у Москві було проголошено створення Комінтерну; унаслідок більшовицької агітації збунтувалися французькі моряки на Чорному морі; адмірал Колчак розпочав у березні потужний наступ, на півдні перейшли у наступ війська генерала Денікіна, дивізія фон дер Гольца розгромила більшовицькі війська у Латвії, війська генерала Юденича наступали на Петроград. Досягнуті Буллітом домовленості не розглядалися. Вудро Вільсон запропонував «залишити Росію більшовикам: вони варитимуться у власному соку, поки обставини не зроблять росіян розсудливішими».
Французька республіка, Велика Британія, США та Королівство Італія у ноті, надісланій Колчакові 26 травня, заявили, що готові визнати його за умови, що він дотримуватиметься демократичних методів та визнає незалежність Фінляндії й Польської республіки.
У такий спосіб була запроваджена нова політична лінія, що її Фош пропонував ще 25 березня 1919 року, і яку Клемансо назвав «суцільною заставою». Потім її іменували «санітарним кордоном». Вона полягала в тому, щоб не втручатися прямо самим, але далі заохочувати білих.
До лімітрофних держав у СРСР відносили держави, що утворилися на околиці колишньої Російської імперії, головне із західних губерній: Естонію, Латвію, Литву, Польську республіку, Фінляндію. Цей санітарний кордон був зруйнований підписанням Пакту Молотова—Ріббентропа у серпні 1939 року та наступними військовими діями Третього Райху та Радянського Союзу: поділом Польщі, окупацією Естонії, Литви, Латвії, Буковини, Бессарабії, нападом на Фінляндію.
На Конференції міністрів закордонних справ СРСР, США і Великої Британії 1943 року у Москві з приводу питання «12. Майбутнє Польщі, Дунайських та Балканських країн, включаючи питання конфедерацій», включеного до порядку денного на пропозицію Великої Британії, керівництво СРСР направило своїм союзникам спеціальну заяву, де вказувало, що «деякі проекти федерацій нагадують радянському народові політику санітарного кордону, спрямовану, як відомо, проти Радянського Союзу і сприйняту тому радянським народом негативно». На це міністр закордонних справ Великої Британії відповів, що англійський «уряд не зацікавлений в санітарному кордоні проти Радянського Союзу, але він зацікавлене в санітарному кордоні проти Німеччини» 